# سیروو
سیروو (به چکی: Syrov) یک منطقهٔ مسکونی در جمهوری چک است که در ناحیه پلهریموو واقع شده‌است. سیروو ۴٫۶۹ کیلومتر مربع مساحت و ۶۰ نفر جمعیت دارد و ۴۴۳ متر بالاتر از سطح دریا واقع شده‌است.